# نیسان لاتیو
نیسان لاتیو یک خودرو است که توسط خودروساز ژاپنی نیسان از سال ۲۰۰۴ به شکل کامپکت کوچک چهار در سدان تولید می‌شود.

## نگارخانه

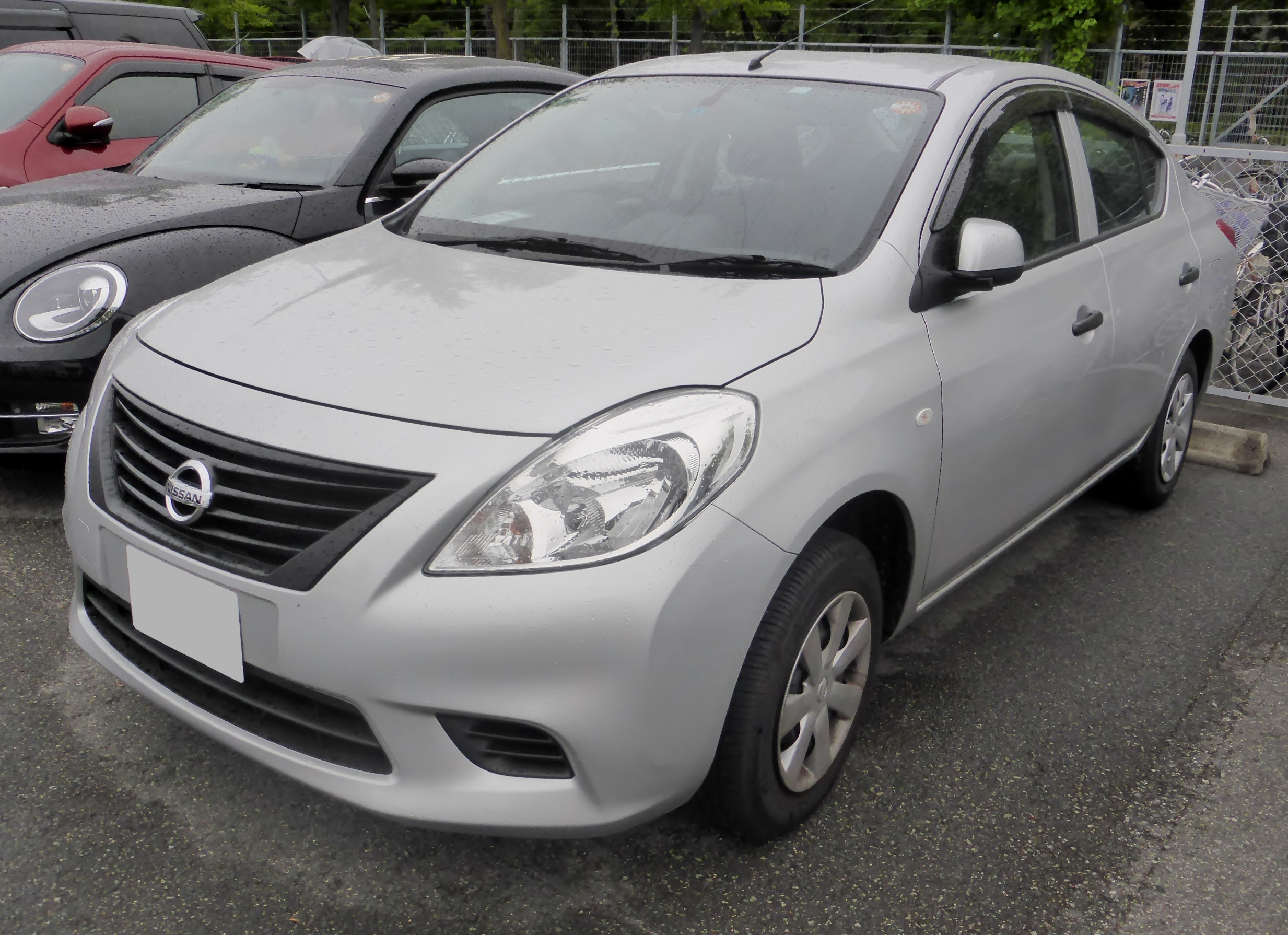
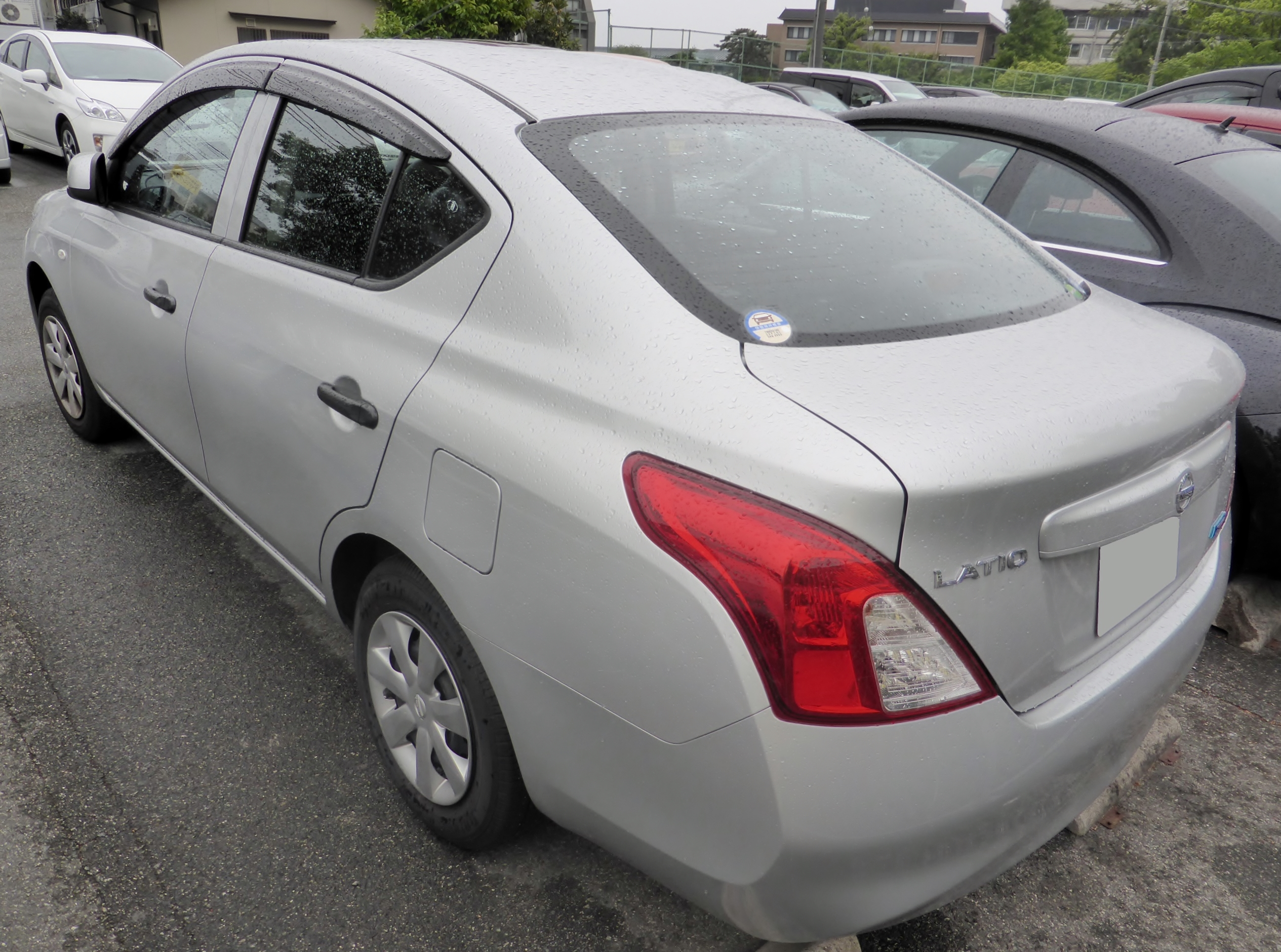